# Vince Clarke
Vincent John Martin (South Woodford, Londres, Anglaterra, 3 de juliol de 1960) és un músic anglès conegut com a Vince Clarke, principalment per ser un important precursor de la música electrònica des de 1981 en el grup Depeche Mode, així com en els duets Erasure i Yazoo.

## Biografia
Clarke va néixer a Londres però la seva família es traslladà posteriorment a Basildon, Essex. Inicialment va estudiar violí i piano, però es va sentir inspirat per la música electrònica en sentir bandes com Orchestral Manoeuvres in the Dark (OMD), The Human League, Daniel Miller i Fad Gadget.
Clarke va contreure núpcies amb Tracy Hurley al maig de 2004. Al setembre de 2005 va néixer el seu primer i únic fill, Oscar Martin. Es van traslladar als Estats Units, concretament al districte de Brooklyn de Nova York i també tenien una segona residència a Maine. Tracy és cofundadora del "Morbid Anatomy Museum" de Nova York. La seva germana bessona, l'autora Tonya Hurley creadora de Ghostgirl, està casada amb Michael Pagnotta, mànager d'Erasure.

## Carrera musical

### Depeche Mode
La primera experiència musical de Clarke fou amb el seu company d'escola Andy Fletcher, amb el qual van formar la banda "No Romance in China" a finals dels anys 70. En el 1980 es van unir amb Robert Marlow i Martin Gore per formar "French Look". Poc després van formar una altra banda anomenada "Composition of Sound" sense Marlow. Inicialment Clarke feia de cantant fins que s'hi va unir Dave Gahan i van canviar el nom per Depeche Mode. Va ser en aquest època que va adoptar el seu nom artístic de Vince Clarke. L'any 1981 ja van publicar el seu primer àlbum d'estudi adoptant un so electropop sintetitzat, Speak and Spell, del qual els principals temes foren compostos per Clarke: «Dreaming of Me», «New Life» i «Just Can't Get Enough».
Clarke va abandonar Depeche Mode poc després per discrepàncies artístiques, bàsicament perquè el darrer material era massa obscur pel seu gust malgrat que seguia sent de qualitat. També va indicar que no li agradaven els aspectes públics que suposaven tenir èxit, no era prou madur per manejar adequadament l'èxit obtingut perquè tot havia passat molt ràpid.

### Yazoo
Enlloc de treballar en solitari va decidir ajuntar-se amb la cantant anglesa Alison Moyet per formar la banda Yazoo (als Estats Units eren coneguts com a "Yaz" per un conflicte de marques amb la discogràfica "Yazoo Records"). Junts van produir dos àlbums d'estudi Upstairs at Eric's (1982) i You and Me Both (1983). El duet es va dissoldre després de publicar el segon treball i Moyet va començar la seva carrera en solitari. Els dos membres de la banda van reunir-se l'any 2008 per celebrar el 25è aniversari de la banda i van realitzar una sèrie de concerts.

### Erasure
A principis de 1985, Clarke va penjar un anunci on cercava un cantant i un dels candidats era Andy Bell, seguidor de Clarke pels seus anteriors projectes musicals. Ambdós es van unir per formar la banda Erasure i van esdevenir un dels grups britànics més venuts gràcies a cançons com: «Oh L'amour», «Sometimes», «Chains of Love» i «A Little Respect». Al llarg de la seva trajectòria, que compren tres dècades, han publicat un total de 16 àlbums d'estudi, el darrer l'any 2007. Des de llavors han publicat material divers com àlbums de directes, versions i EPs. L'any 2011 van realitzar una gira pels Estats Units anomenada True Colors Tour junt als artistes Cyndi Lauper, Deborah Harry i Margaret Cho entre d'altres, els beneficis de la qual van ser donats per la llibertat i drets d'homosexuals, bisexuals i transgèneres.

### Altres treballs
- Clarke es va unir a Stephen Luscombe de Blancmange, Pandit Dinesh i Asha Bhosle per crear "West India Company", que va publicar un EP de quatre cançons el juliol de 1984.
- Va treballar amb el productor Martyn Ware (de bandes com Heaven 17 i The Human League) l'any 1999 per crear "The Clarke & Ware Experiment" i publicar l'àlbum Pretentious. Van tornar a col·laborar l'any 2001 per l'àlbum Spectrum Pursuit Vehicle, creat especialment per escoltar amb auriculars.
- Fou membre important del projecte musical anomenat "Family Fantastic" produint els àlbums Nice! (2000) i Wonderful (2008).
- Va escriure la cançó "Let's Get Together" per l'àlbum Road Trip de la banda Girl Authority. Aquesta cançó havia de ser originalment per Depeche Mode però no fou mai enregistrada (2001).
- Va fundar amb Martyn Ware l'empresa Illustrious Co. Ltd. (2001) amb la intenció de crear noves formes de composició amb sons espacials utilitzant el sistema 3D AudioScape.[1]
- Va escriure la cançó "What Do I Want From You?" per l'àlbum Strangest Things de la banda Freeform Five (2005).
- Clarke fou inclòs en el documental Synth Britannia del canal britànic BBC Four.
- Va col·laborar amb el seu excompany de Depeche Mode Martin Gore per primer cop des de 1981 per formar el duet VCMG. Van publicar un àlbum instrumental electrònic minimalista titulat Ssss (2012). També van publicar tres EPs titulats Spock (2011), Single Blip (2012) i Aftermaths (2012).
- Va col·laborar amb la banda The Good Natured per compondre la cançó "Ghost Train", disponible de franc digitalment.
- Va produir amb Ane Brun una versió cover de la cançó "Fly on the Windscreen" (2012), de la seva anterior banda Depeche Mode.
- Va treballar amb els músics BT i Christian Burns en el projecte "All Hail the Silence" (2013).
- Va col·laborar amb l'artista musical Jean Michel Jarre en el tema "Automatic", inclòs en l'àlbum Electronica 1: The Time Machine (2015).[2]

## Discografia
Depeche Mode
La presència de Vince Clarke en Depeche Mode és tan important com Depeche Mode ho és per Clarke doncs amb ells va publicar per primera vegada un disc, la qual cosa ho va donar a conèixer i va cimentar la seva popularitat dins de l'escena electro.
- "Photographic" (1981, primera cançó de la banda, inclosa en el Some Bizzare Album d'aquest any; posteriorment una segona versió del tema va aparèixer en Speak & Spell)
- Speak & Spell (1981, àlbum)
  - "Dreaming of Me" (1981, senzill)
  - "New Life" (1981, senzill)
  - "Just Can't Get Enough" (1981, senzill)
- The Singles 81→85 (1985, compilació)

Yazoo
La segona banda de Clarke abans de formar Erasure. Encara que amb una durada de tan sols dos anys, va comptar amb un gran èxit. Com a curiositat és el segon projecte al que ha dedicat més temps.
En 2008 es van reunir en gira i van editar Reconnected Live, un disc en viu registrant un dels xous.
- Upstairs at Eric's (1982)
- You and Me Both (1983)

The Assembly
- "Never Never" (1983, senzill)

Duet amb Paul Quinn
- "One Day" (1985, senzill)

Erasure
El projecte al que Clarke ha dedicat fins avui més temps, amb quinze àlbums i més de quaranta discos senzills.
En solitari
- Lucky Bastard (1993, CD Sampler)
- Science Week Theme (1994, cortina del programa de radi de la BBC del mateix nom)
- Top of the Pops Theme (1995, cortina del programa de TV Top of the Pops)
- Deeptronica (2009, Internet)

Illustrious Company, a duet amb Martyn Ware
- Pretentious (1999, com The Clarke and Ware Experiment)
- Spectrum Pursuit Vehicle (2001, solament com Vincent Clarke & Martyn Ware)
  - "Massive" (2001, solament com Vincent Clarke & Martyn Ware)
- Performance at the Sony Party (solament com Vincent Clarke & Martyn Ware)
- Virtual Wishing Tree (2003, solament com Vincent Clarke & Martyn Ware)
  - "Sweetly the Air Flew Overhead" (2003, solament com Vincent Clarke & Martyn Ware)
- Electroclash (com Clarke'N'Ware)
- The House of Illustrious (caixa recopilatòria, 2012, com The Clarke and Ware Experiment)

Family Fantastic
- ...Nice! (2000)
- Wonderful (2008)

RadioActivators
- Knock on Your Door (2001, senzill)

Mick Martin (el seu germà)
- What a Wonderful World (2001) -cover del clàssic de Bob Thiele i George David Weiss popularitzat en el seu moment per Louis Armstrong

Richard Butler
- Work it Out (2004)

Tema realitzat per a la sèrie animada Johnny Bravo, escrita i interpretada a duo per Clarke i el cantant de The Psychedelic Furs.
VCMG
- Spock (2011, EP)
- Single Blip (2012, EP)
- Ssss (2012, àlbum)
- Aftermaths (2012, EP)

Clarke-Hartnoll
- 2Square (2016, àlbum)
  - "Better Have A Drink To Think" (2016, senzill)